# François Christophe Kellermann
Pour les articles homonymes, voir Kellermann.
François Étienne Christophe Kellermann (plus couramment appelé François Christophe Kellermann), né le 28 mai 1735 à Strasbourg et mort le 13 septembre 1820 à Paris, est un militaire et homme politique français.
Issu de la noblesse, il commence sa carrière militaire en 1750 et atteint le grade de maréchal de camp (général de brigade) en 1788. Franc-maçon, il  adhère aux idées de la Révolution et se trouve à la tête de l'armée de la Moselle lors de la bataille de Valmy (20 septembre 1792). En 1793, il échappe de peu à la Terreur, et est ensuite marginalisé sur le plan militaire. Sous l'Empire, il est élevé à la dignité de maréchal d'Empire et entre au Sénat. En 1808, l'empereur Napoléon lui donne le titre de duc de Valmy en souvenir de sa victoire. Il se rallie ensuite à Louis XVIII qui le fait grand-croix de l'ordre de Saint-Louis, gouverneur de Strasbourg et pair de France.
Au total, il a commandé l'armée française dans quarante-trois batailles ou combats.

## Biographie

### Famille
Issu d'une famille noble, d'origine saxonne implantée depuis deux siècles à Strasbourg, il est le fils de François de Kellermann, haut fonctionnaire chargé de la direction de la gabelle et de la baronne Marie von Dyrr. Il a une sœur, Madeleine de Kellermann, veuve Christiani, mariée au courtisan franc-maçon Angelo Soliman, au service des princes Joseph-Wenceslas, François-Joseph Ier et Alois Ier de Liechtenstein.
 (août 2025).
Si vous disposez d'ouvrages ou d'articles de référence ou si vous connaissez des sites web de qualité traitant du thème abordé ici, merci de compléter l'article en donnant les références utiles à sa vérifiabilité et en les liant à la section « Notes et références ».
En 1769, il épouse à Metz Marie-Anne Barbé, fille d'un conseiller du roi et sœur du marquis de Barbé-Marbois, futur ministre du Trésor de Napoléon. Leur fils François Étienne, né en 1770, servira sous l'Empire en tant que général de division.
En 1807, il reçoit le domaine de Johannisberg, situé sur la rive droite du Rhin, autrefois propriété de Guillaume V d'Orange-Nassau et de Guillaume Ier des Pays-Bas.

### Carrière sous l'Ancien Régime
François Christophe Kellermann entre à quinze ans comme cadet dans un régiment d’infanterie, le régiment de Lowendal. Il est nommé enseigne à dix-huit ans au régiment Royal-Bavière ; il devient capitaine en 1758, pendant la guerre de Sept Ans. Il s'y distingue en faisant prisonnier avec une poignée d'hommes 300 de ses ennemis.
Entre 1770 et 1771, il combat au côté du lieutenant général Antoine Charles du Houx de Vioménil en Pologne. Capitaine de hussards, il est fait chevalier de l'ordre de Saint-Louis en 1771 pour sa conduite au passage de la Vistule près de Cracovie.
Capitaine de cavalerie le 24 mars 1772, capitaine-commandant en juin 1776, il devient major du régiment de Saxe hussards en 1779. L'année suivante, il est promu lieutenant-colonel, puis brigadier des armées du roi en 1784, mestre de camp de hussards et colonel-général la même année, enfin maréchal de camp le 9 mars 1788, trente-six ans après son entrée dans l'armée, « par son intelligence et son instruction ». Il est le seul maréchal d'Empire à avoir été général sous l'Ancien Régime.

### Les débuts de la Révolution: Valmy

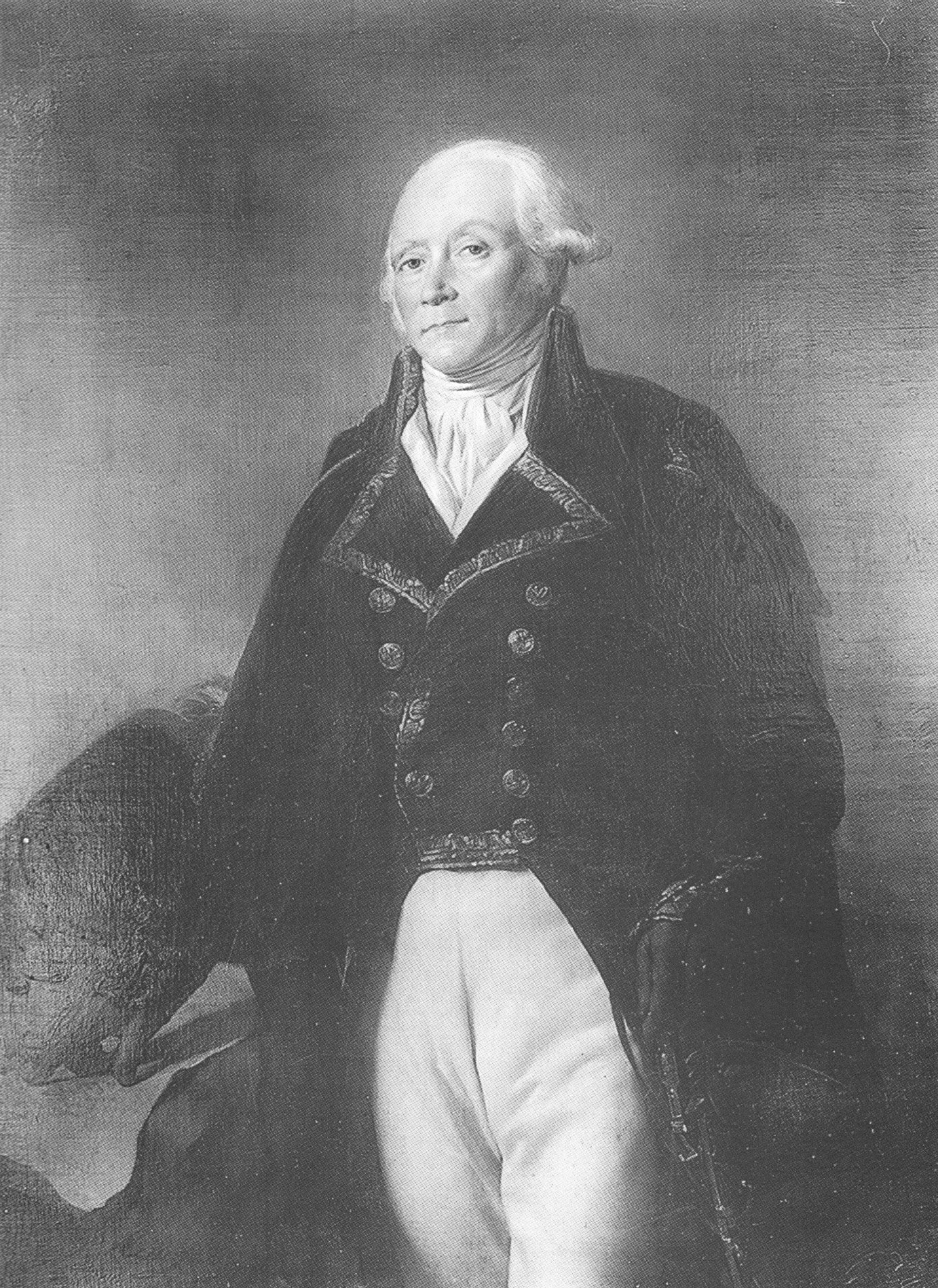
Le général Kellermann, commandant en chef de l'armée de la Moselle (peinture de Georges Rouget, 1835).

Rallié à la Révolution française, Kellermann est nommé lieutenant général le 20 mars 1792, puis général d'armée le 20 août ; il est envoyé en Alsace comme commandant en chef de l'armée de la Moselle en août 1792. Il opère au début du mois suivant sa jonction avec le général Dumouriez, commandant de l'armée du Nord et est donc un des vainqueurs de la bataille de Valmy (20 septembre 1792).
Kellermann est ensuite employé sous Custine qui réussit à le faire rappeler de son commandement (18 mai 1793). Il est bientôt nommé commandant des armées des Alpes et d'Italie.

### La Terreur et ses suites
Le 6 août 1793, envoyé réprimer la révolte des Lyonnais contre la Convention, il marche sur Lyon avec 20 000 hommes. Le 8 août, la ville est bombardée. Kellermann est pris de doutes et décide ne pas poursuivre le bombardement, les représentants en mission demandent alors sa destitution. Kellermann est peu après remplacé par le général Doppet. Il va se retrouver emprisonné treize mois pendant la Terreur et échappe de peu à l'échafaud.
Après la chute de Robespierre (juillet 1794), il est acquitté et revient à la tête de ses armées (janvier 1795). En septembre 1795, on lui retire le commandement de l'armée d'Italie, confiée en mars 1796 à Napoléon Bonaparte, et il ne conserve que l'armée des Alpes, réduite à un rôle secondaire. Il la quitte au printemps 1797 après les grandes victoires remportées par l'armée d'Italie.
À Sainte-Hélène, Napoléon dira du vieux maréchal : « Kellermann était brave soldat, extrêmement actif, avait beaucoup de bonnes qualités ; mais il était tout à fait privé de moyens nécessaires pour la direction d'une armée en chef. Il ne fit dans la conduite de cette guerre que des fautes [...] ».

### La période napoléonienne

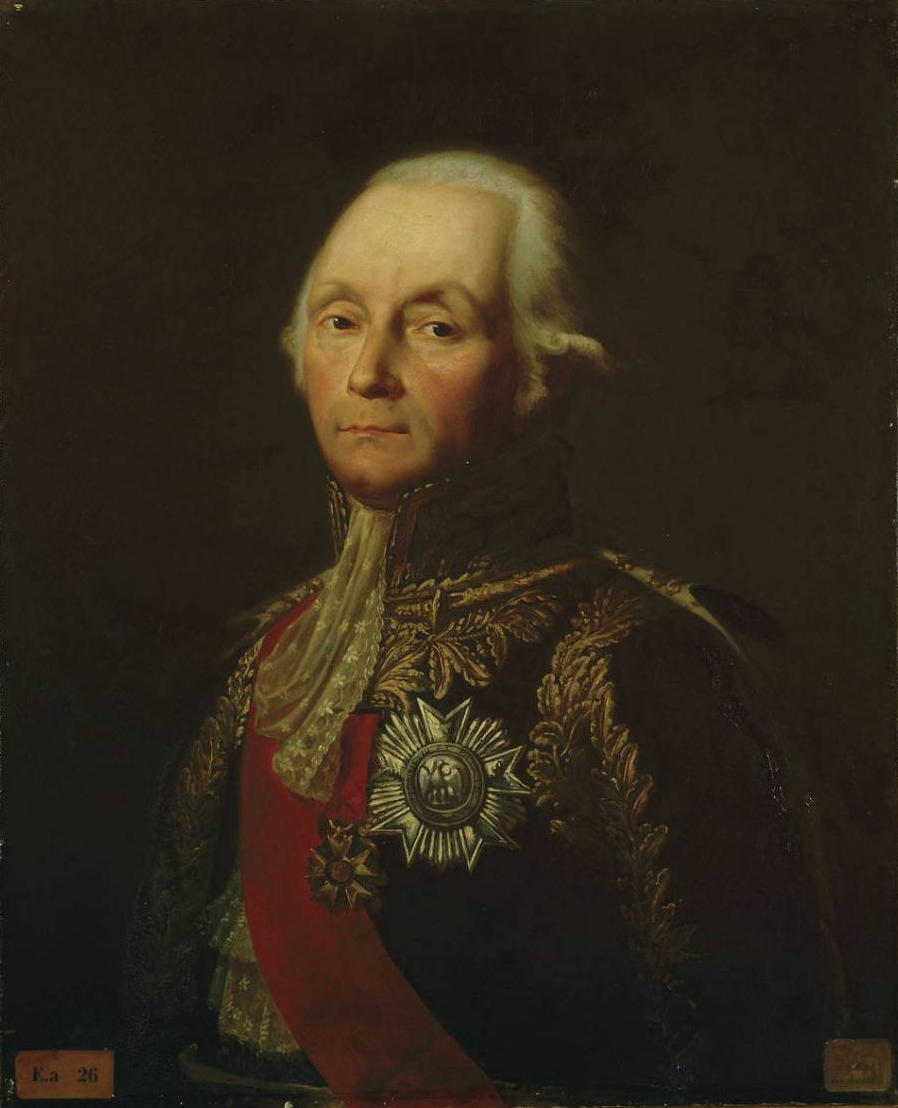
« Le Maréchal Kellermann, 1er Duc de Valmy » par Jeanne Zoé Goyet, d’après Jean-Joseph Ansiaux (1764-1840).

En 1799, il est inspecteur général de la cavalerie. Après le coup d'État du 18 Brumaire (9 novembre 1799), il est appelé à faire partie du Sénat conservateur dont la présidence lui est décernée le 2 août 1801.
Durant les années suivantes, il obtient successivement le cordon de grand officier, la dignité de maréchal (19 mai 1804), la sénatorerie de Colmar, le titre de duc de Valmy le 3 juin 1808. Il porte la couronne de Charlemagne lors du sacre de Napoléon et la queue du manteau du Roi de Rome lors de son baptême (juin 1811).
De 1804 à 1813, à cause de son grand âge, il ne commande plus que des armées de réserve ou des corps d'observation.
Franc-maçon reconnu, il est vénérable d'honneur de la loge parisienne « Saint Napoléon » en septembre 1804 et l'est toujours en 1812. Il est nommé grand garde des archives du Grand Orient de France en septembre 1803. Il est député au convent du Grand Orient de France en 1811 pour la loge strasbourgeoise « La Concorde » en 1811. La loge « La Parfaite égalité » de Liège lui consacre une fête honorifique en 1809. Principalement attaché au Rite écossais dont il est porteur du 33e degré, il fait partie des dignitaires qui se réunissent chez lui le 6 septembre 1805, pour signer un acte qui rejette le concordat de 1804 et rétablissant la Grande Loge générale écossaise. Il figure en tant que membre du Suprême conseil de France parmi les signataires de l'acte de fondation du Suprême conseil d'Italie le 16 mars 1805.

### La Restauration
Se trouvant à Paris le 1er avril 1814, il vote au sénat la déchéance de Napoléon, la création d'un gouvernement provisoire et est inclus dans la première organisation de la Chambre des pairs. Pendant les Cent-Jours, Kellermann reste à l'écart des événements. Il est néanmoins présent lors de l'assemblée du Champ de Mai et est nommé pair de France le 2 juin 1815. Lors de la Seconde Restauration, il siège parmi les défenseurs des libertés publiques à la Chambre des Pairs, où son fils le remplace. Il vote la mort de Michel Ney.

## Hommages
À sa mort et suivant ses volontés, son cœur fut enterré au milieu du champ de bataille de Valmy. Ses cendres reposent au cimetière du Père-Lachaise à Paris et son nom est gravé sur l'arc de triomphe de l'Étoile. Une statue, signée Léon-Alexandre Blanchot, est élevée en son hommage sur la place Broglie de Strasbourg ainsi qu'à Valmy dans la Marne, sur le site de la bataille. Près de cette dernière est érigé un obélisque renfermant le cœur du général, désireux de reposer auprès de ses soldats, portant la mention : « Aux soldats qui ont sauvé la France le 20 septembre 1792. Un soldat qui avait l'honneur de les commander dans cette mémorable journée, le maréchal Kellermann, duc de Valmy, dictant, vingt-huit ans après, ses dernières volontés, peu de temps avant sa mort, a voulu que son cœur fût placé au milieu d'eux. ».
L'historien Peter Hofschröer écrit que « du point de vue de l'histoire, Valmy ne fut pas une grande victoire, pas plus que Kellermann un grand général », mais que « ce qu'il a accompli le 20 septembre 1792 s'est révélé être l'un des événements les plus décisifs des temps historiques ».
Plusieurs lieux ont été baptisés du patronyme de Kellermann. En 1864, une section du boulevard aménagé à l'emplacement de la rue Militaire à Paris (boulevards des Maréchaux) est baptisée boulevard Kellermann ; un parc adjacent porte aussi son nom. Une caserne, accueillant le 3e bataillon de chasseurs à pied à Saint-Dié-des-Vosges a porté ce nom. Désormais détruite, elle a laissé la place à une ZUP qui a gardé cette dénomination.
Depuis 1985, le musée de la Révolution française expose le sabre et le fourreau dorés du général Kellermann brandi lors de la bataille de Valmy en 1792.

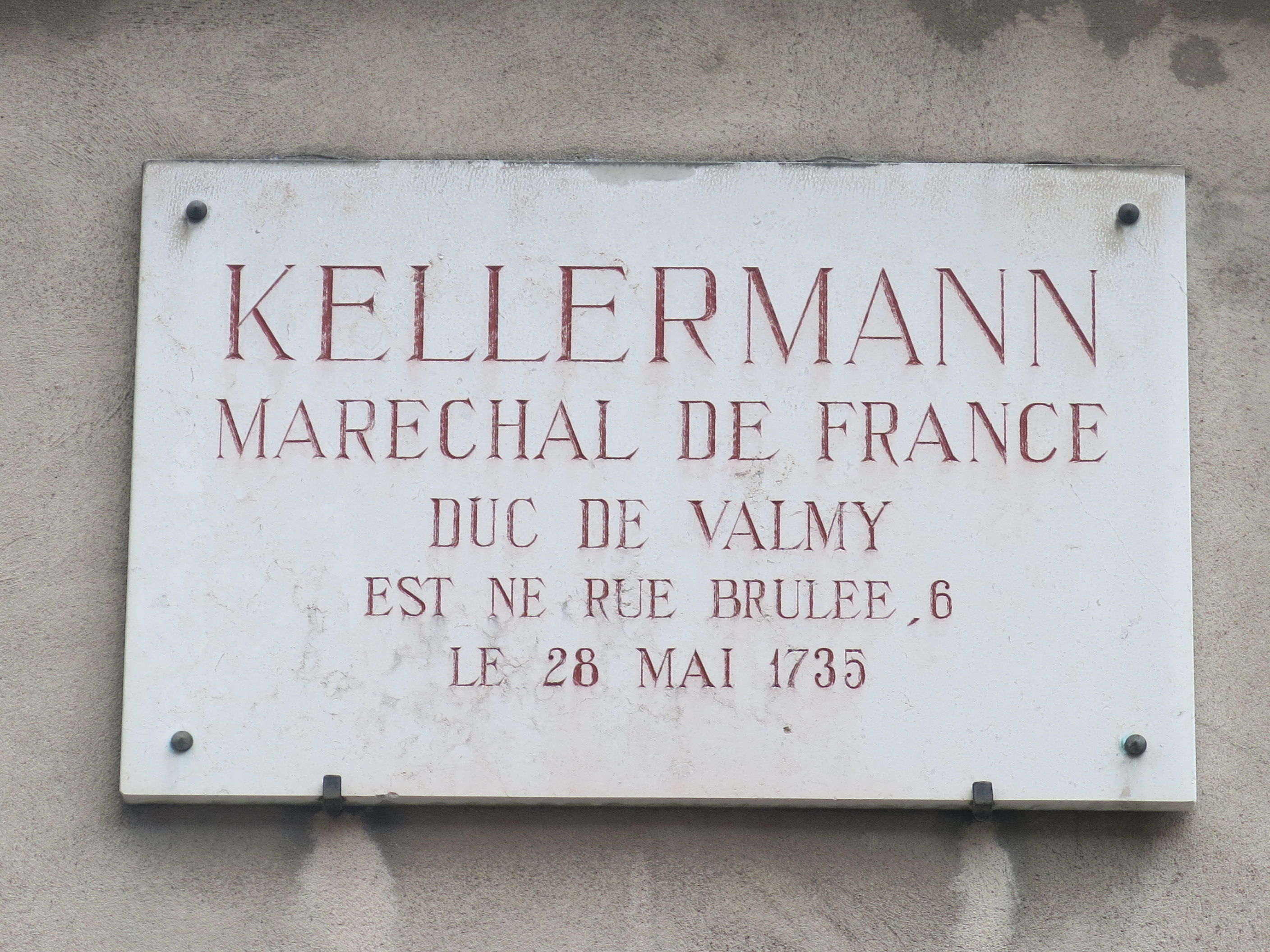
Plaque commémorant la naissance de Kellermann à Strasbourg au 6 rue brulée
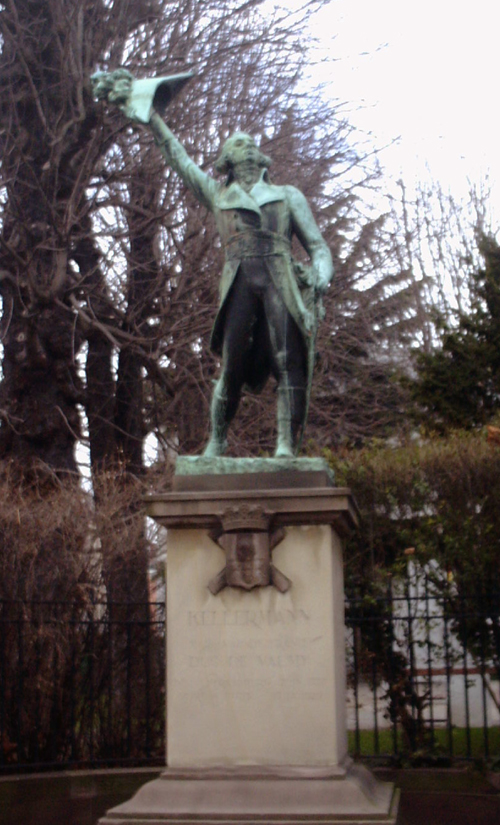
Statue de Kellermann sur la place Broglie à Strasbourg
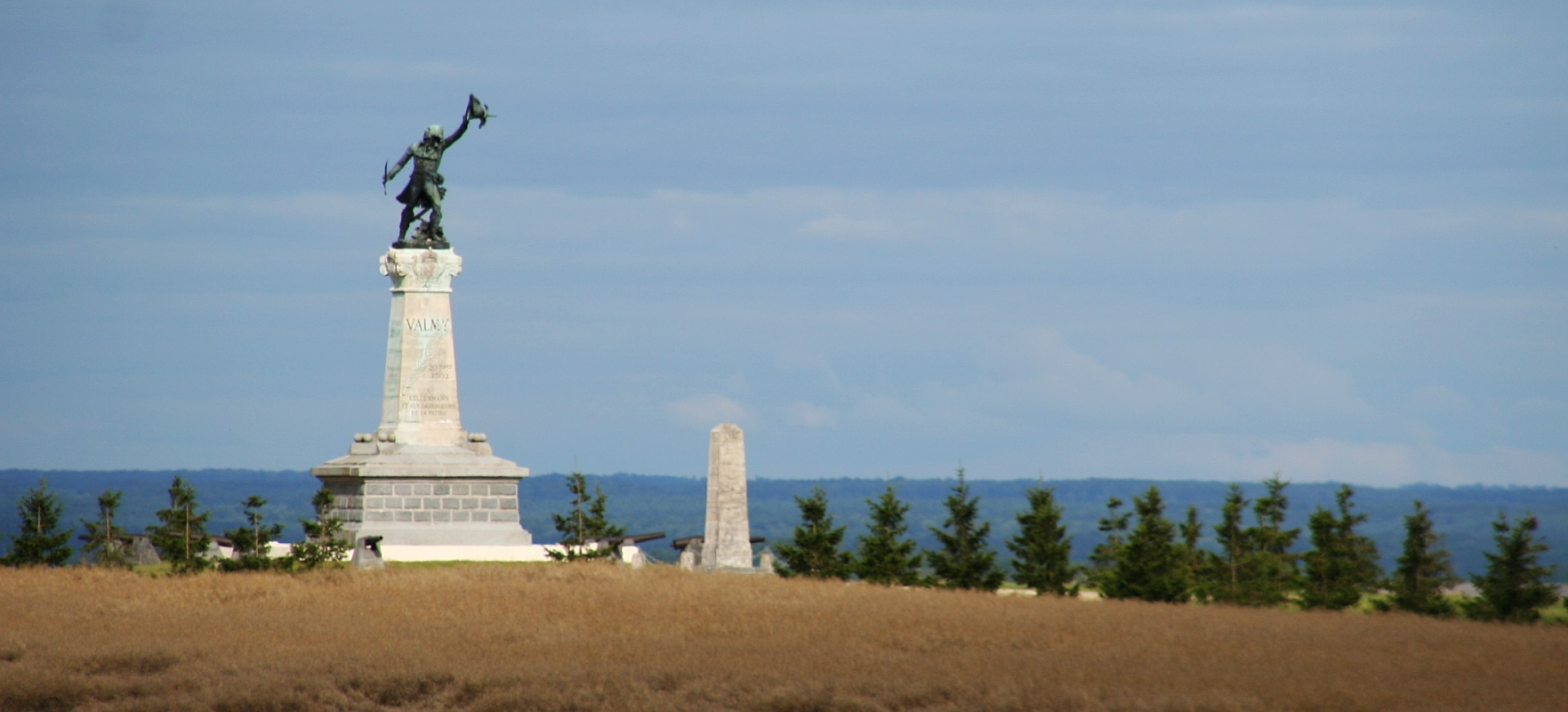
Statue de Kellermann et obélisque à Valmy
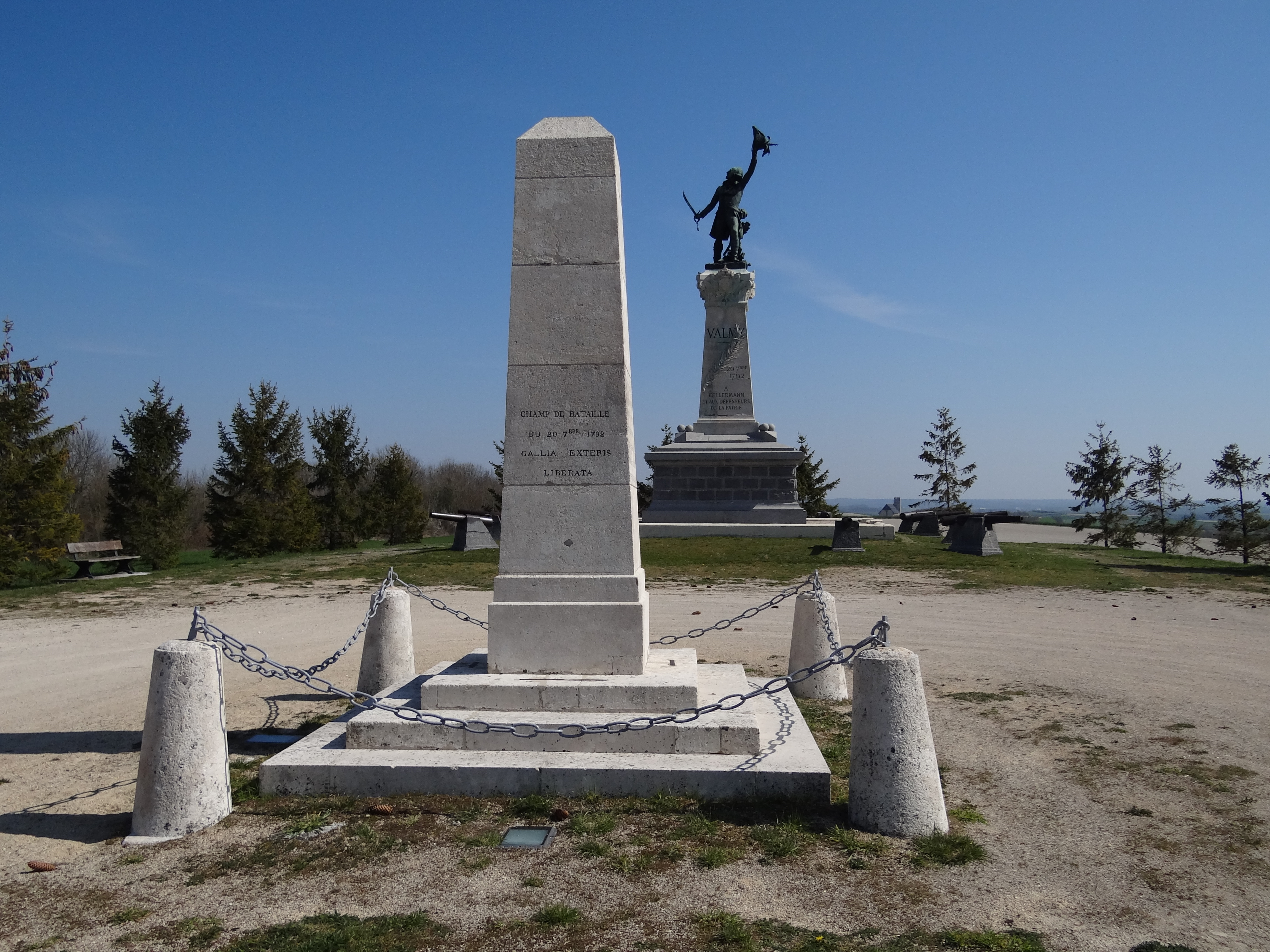
Statue de Kellermann et obélisque à Valmy
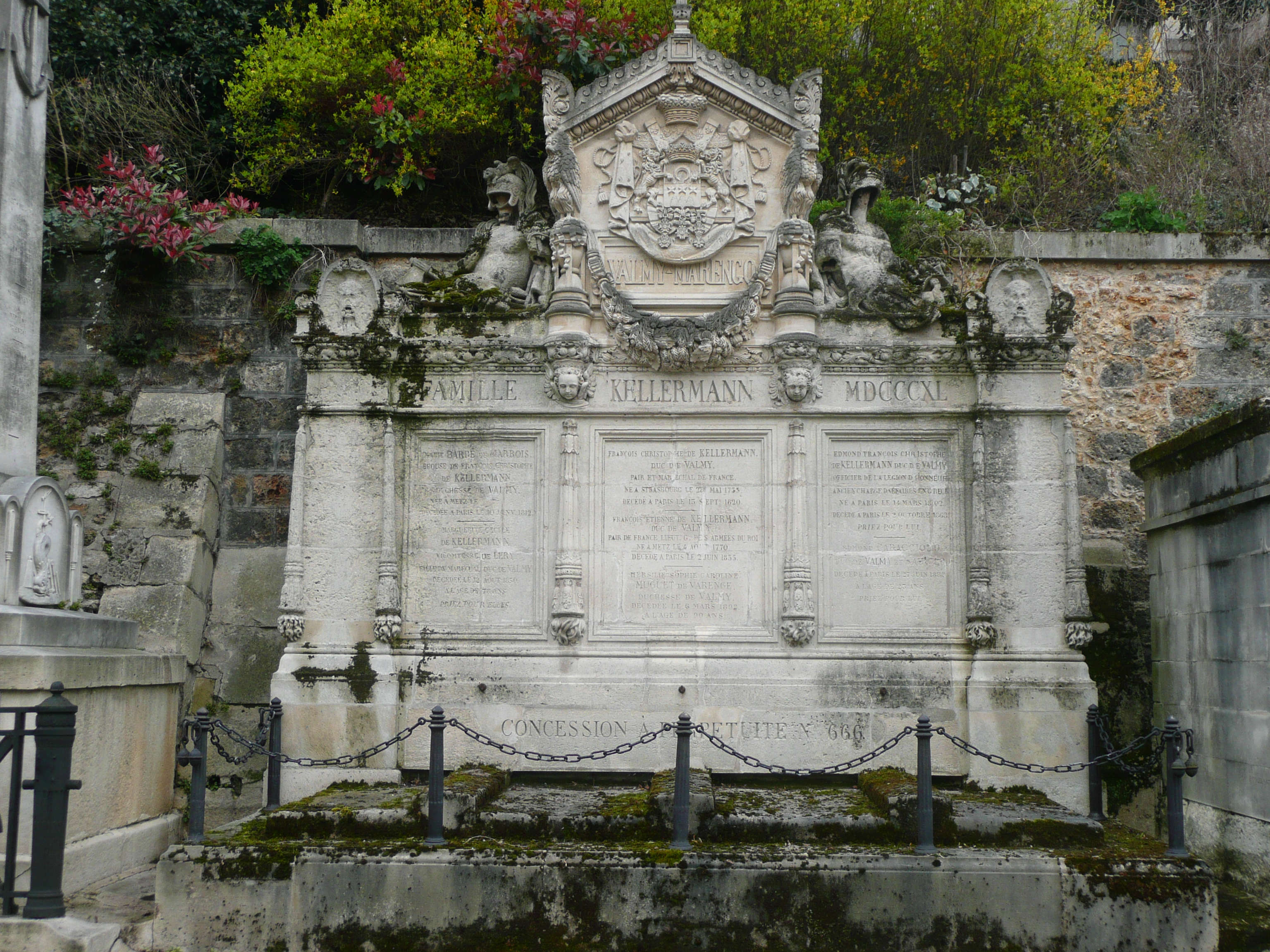
Tombe de Kellermann au cimetière du Père-Lachaise

## Distinctions
- Grand-croix de la Légion d'honneur
- Grand-croix de l'ordre royal et militaire de Saint-Louis
- Grand-croix de l'ordre de la Fidélité
- Grand-croix de l'ordre de Louis de Hesse

### Sources et bibliographie
- Dossier GR 6 Yd 15, Service Historique de la Défense (château de Vincennes)
- Papiers personnels du maréchal François Christophe Kellermann, conservés aux Archives nationales sous la cote 195AP [lire en ligne].
- « François Christophe Kellermann », dans Adolphe Robert et Gaston Cougny, Dictionnaire des parlementaires français, Edgar Bourloton, 1889-1891 [détail de l’édition]
- « François Christophe Kellermann », dans Charles Mullié, Biographie des célébrités militaires des armées de terre et de mer de 1789 à 1850, 1852 [détail de l’édition]
- « Kellermann », dans François Houdecek (dir.), Maréchaux d'Empire. La gloire pour destin, Paris, Passés Composés, 2023.
- Borel d'Hauterive, Annuaire de la pairie et de la noblesse de France et des maisons souveraines de l'Europe, 1843.
- Alphonse Halter, « François Christophe Kellermann (duc de Valmy) », dans Nouveau Dictionnaire de biographie alsacienne, vol. 20, p. 1917
- Jean Tulard, Dictionnaire Napoléon, Paris, Arthème Fayard, 1999, 1000 p. (ISBN 2-213-60485-1), « Kellermann ».
- Jean-Claude Banc, Dictionnaire des Maréchaux de Napoléon, Paris, Pygmalion, 2007.
- René Reiss, Kellermann, Tallandier, 2009 (présentation en ligne).

### Littérature
Kellermann apparait dans le roman "la femme rouge" d'Anne Villemin Sicherman